# Banco Español-Chile
El Banco Español-Chile (también denominado Banco Español de Chile) fue un banco chileno.

## Historia

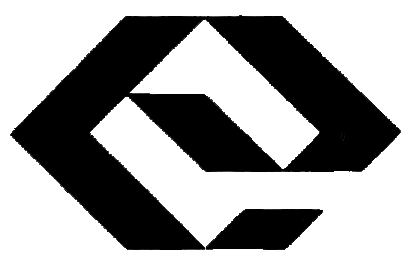
Logotipo del banco en los años 1970 hasta 1982.

Fue fundado en abril de 1900 como Banco Español Italiano, y el 31 de diciembre de 1905 pasó a denominarse Banco Español de Chile. En 1921 compró los activos del Banco Santiago. A partir de los años siguientes el banco comenzó a tener problemas financieros que se tradujeron en el cierre de su sucursal en Barcelona, España, y su quiebra y liquidación en enero de 1926.
La entidad fue reconstruida en marzo de 1926 como Banco Español-Chile. Fue estatizado en 1970 por el gobierno de Salvador Allende, y regresó a privados en 1973; al momento de su re-privatización la Corporación de Fomento de la Producción (Corfo) era propietaria del 93,95% de las acciones del banco. Hacia 1978 los principales accionistas del banco eran el Grupo Vicente Puig (56%) y la Corporación de Molinos de Chile (33%).
En abril de 1979 fue uno de los primeros —junto con los bancos de Talca, del Trabajo, de Concepción, Israelita y de Crédito e Inversiones— en operar las tarjetas de crédito Visa para cuentas corrientes.
Debido a la crisis económica de Chile de 1982, el banco fue liquidado y sus activos fueron adquiridos por el Banco Santander, el cual cambió de nombre a Banco Español-Chile el 26 de febrero de 1982, y cuya denominación mantuvo hasta el 20 de octubre de 1989 en que retornó al nombre de Banco Santander-Chile.

## Edificio del Banco Español

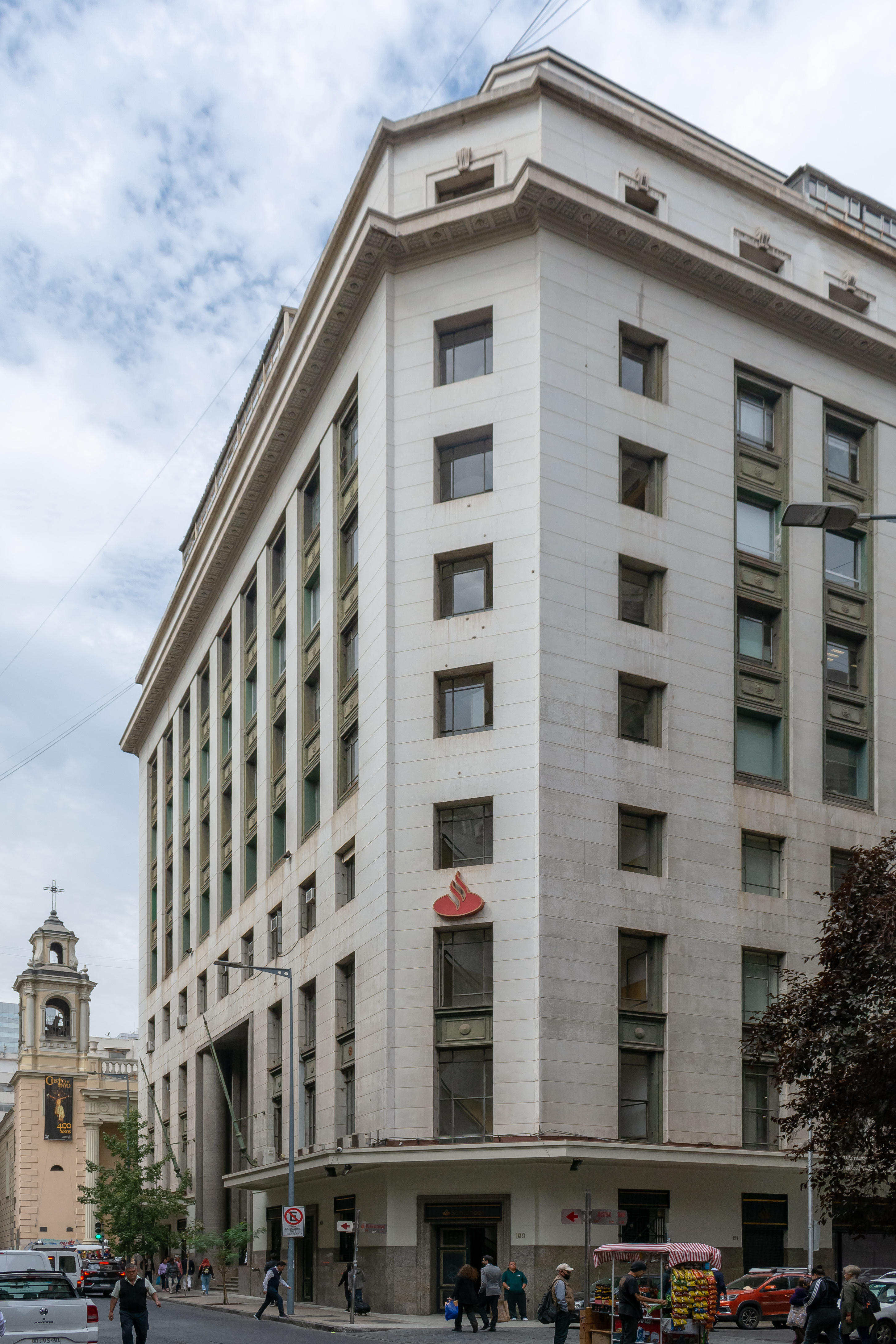
Edificio del ex Banco Español en Santiago, hoy sede del Banco Santander Chile.

El edificio que albergaba al Banco Español-Chile en Santiago está ubicado en calle Agustinas 920, en pleno centro de la capital chilena. Fue diseñado por los arquitectos Carlos y Alberto Cruz Eyzaguirre y Escipión Munizaga, y construido entre 1940 y 1944. Originalmente el banco sólo utilizaba los primeros pisos de la construcción, mientras que en los superiores había oficinas particulares, sin embargo el banco terminó por ocupar todo el edificio.
La construcción recoge las influencias europeas, aunque conservando el toque moderno del art déco. Tiene un atrio central, donde todos los pisos dan en balcones, y está coronado por una cúpula. Con la compra del Banco Español-Chile por el Banco Santander Chile, el edificio pasó a propiedad de este último.